# Arthur Kobus
Arthur Kobus (Metz, 1879 - Berlin, 1945), est un général allemand de la Seconde Guerre mondiale. Capitaine lors de la Première Guerre mondiale, il fut promu général de division en 1942.

## Biographie
Arthur Kobus naît le 9 février 1879, à Metz, une ville de garnison animée d'Alsace-Lorraine. Avec sa ceinture fortifiée, Metz est alors la première place forte du Reich allemand, constituant une pépinière d'officiers supérieurs et généraux. Comme Hans Benda et Wilhelm Rohr, le jeune Arthur se tourne naturellement vers le métier des armes. Le 18 mars 1897, il s'engage dans l'armée, comme Fähnrich, enseigne. En août 1898, Arthur Kobus est promu Leutnant, et affecté au 27e régiment d'infanterie, où il restera jusqu'en 1914. Dans ce régiment, Arthur Kobus est nommé Adjutant du 3e bataillon en 1908. En mars 1909, Kobus est promu Oberleutnant, lieutenant. Deux ans plus tard, en octobre 1911, le lieutenant Kobus est promu Hauptmann, capitaine, dans son régiment d'affectation.

### Première Guerre mondiale
En mars 1914, le capitaine Kobus est nommé chef de compagnie au 44e régiment d'infanterie. Avec ce régiment, Arthur Kobus participe à la Première Guerre mondiale toujours avec le grade de capitaine. En 1918, Kobus est nommé chef de bataillon, au 44e régiment d'infanterie.

### Entre-deux-guerres
Transféré au 2e Reichswehr Schützen-Regiment en octobre 1919, le capitane Kobus est promu Major, commandant, en décembre 1920. La même année, il est affecté au 2e bataillon du 1er Infanterie-Regiment, où il est nommé chef de compagnie en octobre 1921. De juillet 1922 à mars 1925, le commandant Kobus travaille pour l’État-major de la 1er division de la Reichswehr, la nouvelle armée allemande. Il prend le commandement du 2e bataillon du 8e Infanterie-Regiment en mars 1925. En mai 1928, le commandant Kobus est affecté au bureau de l'armement, où il passe Oberst, colonel, en février 1930. Arthur Kobus se retire du service actif, avec le grade de Generalmajor, le 1er mai 1931. Réactivé en octobre 1933, Arthur Kobus reprend du service dans la Heer, l’armée régulière. De 1933 à octobre 1939, le général Kobus travaille de nouveau pour le bureau de l'armement, dont il prend la tête en octobre 1935.

### Seconde Guerre mondiale
À la veille de la Seconde Guerre mondiale, le 26 août 1939, le général Kobus est affecté à l'Oberkommando des Heeres comme Chef du Département des Directives Administratives (Dienstvorschiften Verwaltung). Il est confirmé dans son grade de Generalmajor, le  1er avril 1940. Promu Generalleutnant, général de division, le 1er juillet 1942, Arthur Kobus se retire définitivement le 31 août de la même année. Refusant la défaite, le général Kobus finira par se suicider, en avril 1945, à Berlin.

## Grades
- Generalleutnant, Général de division, le 1er juillet 1942.
- Generalmajor, Général de brigade, 1er avril 1940.